# آنتیل داون (فیلم)
آنتیل داون (به انگلیسی: Until Dawn) یک فیلم آمریکایی در ژانر ترسناک به کارگردانی دیوید اف. سندبرگ و نویسندگی گری دابرمن و بلیر باتلر است که بر اساس بازی ویدئویی به همین نام محصول سال ۲۰۱۵ و اثر استودیوی سوپرمسیو گیمز ساخته شده است. در این فیلم الا روبین، مایکل سیمینو، جی‌یونگ یو، و اودسا آزیون ایفای نقش می‌کنند و پیتر استورماره نیز نقش خود را از بازی تکرار می‌کند. داستان فیلم دربارهٔ گروهی از دوستان است که در یک منطقهٔ دور افتاده با مکانیزم حلقه زمانی گیر می‌افتند؛ تهدیدی در کمین آن‌هاست، جایی که مرگ هر بار شب هنگام آن‌ها را تهدید می‌کند و تنها راه حل، زنده ماندن تا صبح است.
تصویربرداری اصلی فیلم در ۵ اوت ۲۰۲۴، در بوداپست همراه با ماکسیم الکساندر به عنوان فیلمبردار شروع شد، و در ۴ اکتبر ۲۰۲۴ به پایان رسید. آنتیل داون در ۲۵ آوریل ۲۰۲۵ توسط سونی پیکچرز ریلیزینگ در ایالات متحده اکران شد. فیلم با واکنش‌های ضد و نفیضی از سوی منتقدان همراه بود و ۵۳ میلیون دلار در سراسر جهان فروش کرد در حالی که ۱۵ میلیون دلار بودجه ساخت آن بوده است.

## بازیگران
- الا روبین در نقش کلوور پال
- مایکل سیمینو در نقش مکس، دوست‌پسر سابق کلوور
- اودسا آزیون در نقش نینا رایلی، بهترین دوست کلوور
- بلمونت کاملی در نقش ابی، دوست‌پسر نینا
- جی‌یونگ یو در نقش مگان، خواهرناتنی مکس
- مایا میچل در نقش ملانی پال، خواهر بزرگتر و گمشدهٔ کلوور
- پیتر استورماره در نقش آلن جی. هیل